# La Marquise de Pompadour
La Marquise de Pompadour est un tableau réalisé par le peintre français François Boucher vers 1750. De format vertical, cette huile sur papier marouflé sur toile est un portrait en pied de la marquise de Pompadour dans un intérieur, entre un fauteuil bleu et un clavecin placé sous un miroir. Legs du baron Basile de Schlichting en 1914, l'œuvre est conservée au musée du Louvre, à Paris.

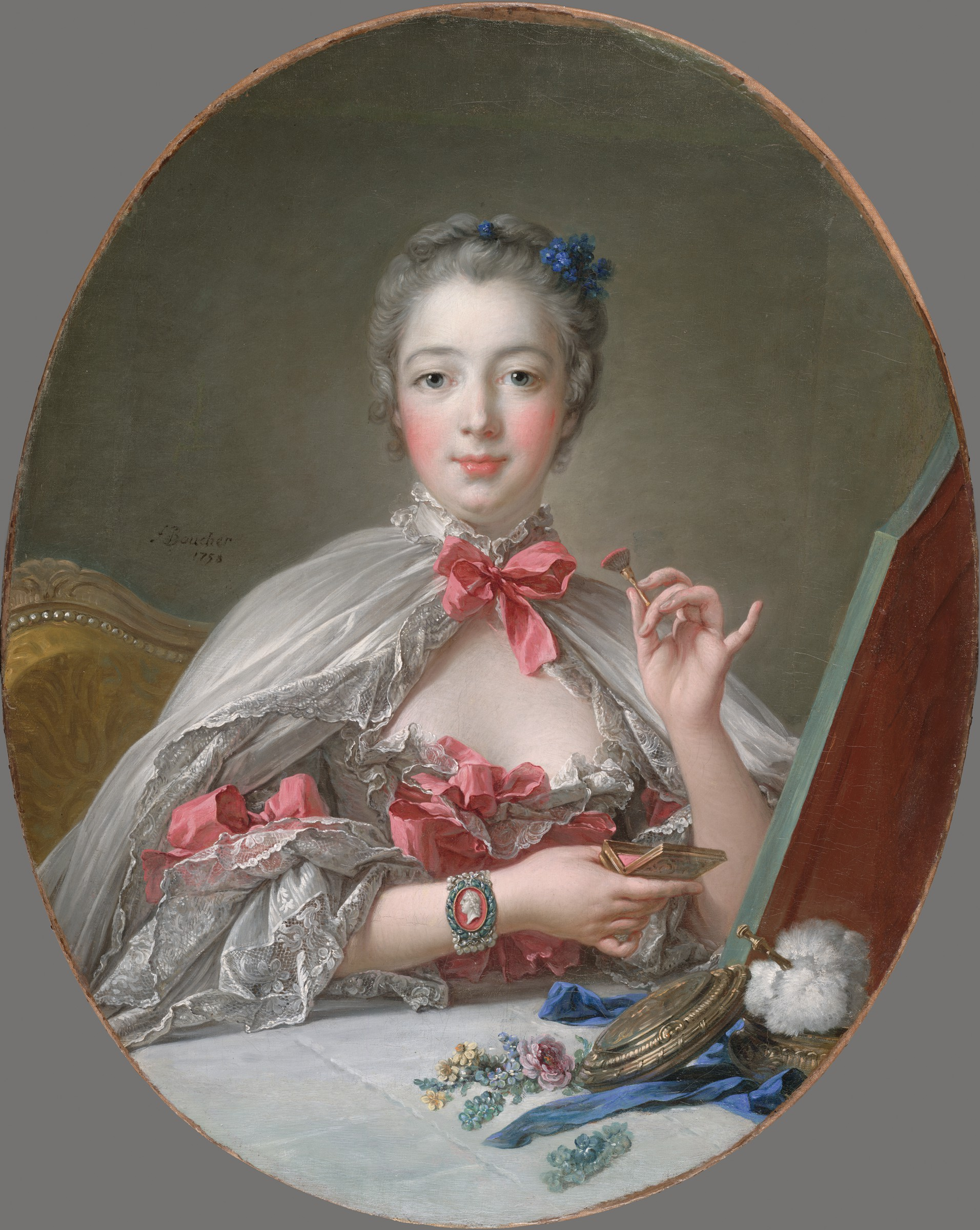
Pompadour à sa toilette, 1750 – Fogg Art Museum, Cambridge.
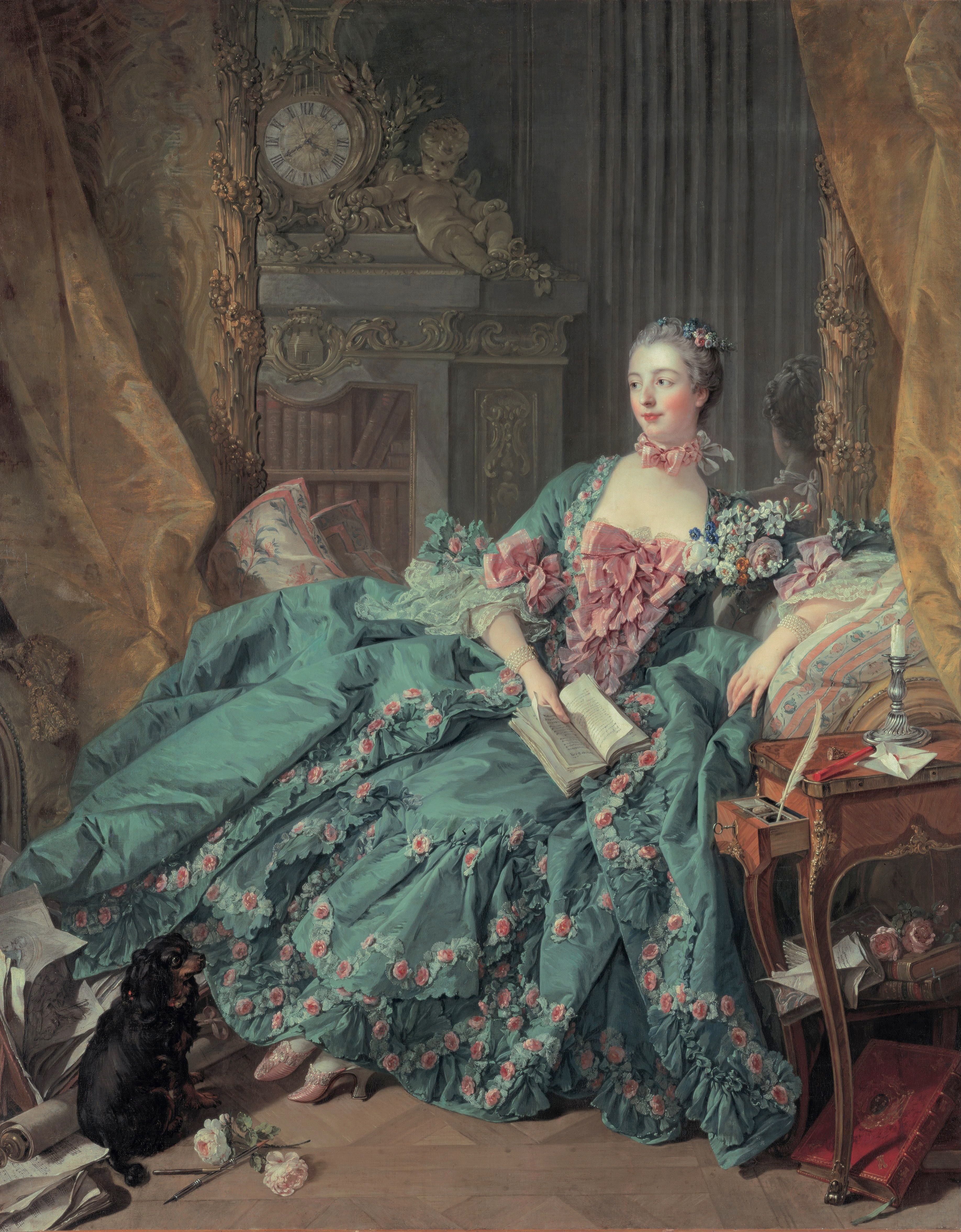
Madame de Pompadour, 1756 – Alte Pinakothek, Munich.
Portrait de madame de Pompadour, 1759 – Wallace Collection, Londres.